# Sparkasse Weserbergland
Die Sparkasse Weserbergland mit Sitz in Hameln war eine Sparkasse im mittleren Weserbergland. Sie ging 1999 aus der Fusion der Kreissparkasse Hameln-Pyrmont von 1910 und der Stadtsparkasse Bodenwerder (gegründet 1844) hervor. Im Jahr 2000 wurde die Stadtsparkasse Hessisch Oldendorf aufgenommen. Am 1. Januar 2016 fusionierte die Sparkasse Weserbergland mit der Stadtsparkasse Hameln zur Sparkasse Hameln-Weserbergland.
Das Geschäftsgebiet umfasste den Landkreis Hameln-Pyrmont, jedoch ohne die Stadt Bad Pyrmont, sowie Teile der Samtgemeinde Bodenwerder-Polle im Landkreis Holzminden. 

## Organisationsstruktur
Die Sparkasse Weserbergland ist eine Anstalt des öffentlichen Rechts. Rechtsgrundlagen sind das Niedersächsische Sparkassengesetz und die durch den Träger erlassene Satzung.
Träger der Sparkasse Weserbergland ist der Sparkassenzweckverband Weserbergland. An dem Zweckverband sind der Landkreis Hameln-Pyrmont zu 65 %, die Stadt Bodenwerder zu 15 % und die Stadt Hessisch Oldendorf zu 20 % beteiligt.

## Sparkassen-Finanzgruppe
Die Sparkasse Weserbergland ist Teil der Sparkassen-Finanzgruppe und gehört damit auch ihrem Haftungsverbund an. Er sichert den Bestand der Institute und sorgt dafür, dass sie auch im Fall der Insolvenz einzelner Sparkassen alle Verbindlichkeiten erfüllen können. Die Sparkasse vermittelt Bausparverträge der regionalen Landesbausparkasse, offene Investmentfonds der Deka und Versicherungen der VGH Versicherungen. Im Bereich des Leasing arbeitet die Sparkasse Weserbergland mit der  Deutschen Leasing zusammen. Die Funktion der Sparkassenzentralbank nimmt die Nord/LB wahr.

## Geschichte
1910: Am 27. September 1910 gibt der Vorsitzende des Kreisausschusses, Landrat Graf Pilati, bekannt, dass die Sparkasse des Kreises Hameln am 28. September den Betrieb eröffnet. Firmensitz ist das Kreishaus am Pferdemarkt. Die Kasse hat werktags von 9 bis 13 Uhr und 15.30 bis 16.30 Uhr geöffnet. Zunächst sind zwei Mitarbeiter dort tätig, die Leitung übernimmt Sparkassendirektor Fasterling.
1935: Die Sparkasse feiert ihr 25-jähriges Jubiläum. Zu dieser Zeit sind 47 Beamte und Angestellte bei der Sparkasse beschäftigt. Der Einlagenbestand ist auf 12 Millionen Reichsmark gewachsen. Seit der Aufnahme der Geschäftstätigkeit sind Geschäftsstellen in Aerzen, Börry, Coppenbrügge, Dehmke, Grohnde, Groß Berkel, Grupenhagen, Hohnsen, Lauenstein, Oldendorf, Osterwald, Reinerbeck, Salzhemmendorf und Vahlbruch entstanden.
1948: Am 21. Juni 1948 verliert die Reichsmark ihre Gültigkeit. Das umlaufende Geld wird außer Kraft gesetzt. Die Einlagen bei der Sparkasse, die sich von 1939 bis zum 20. Juni 1948 von 16,8 Millionen auf 82,3 Millionen Reichsmark erhöht haben, verlieren ihren Wert. Nach der Umrechnung bleiben der Sparkasse nunmehr 4,5 Millionen Deutsche Mark.
1960: Das Wirtschaftswunder macht sich bemerkbar. Aufgrund der guten Geschäftsentwicklung braucht die Sparkasse des Kreises Hameln-Pyrmont dringend mehr Platz. Mittlerweile hat die Sparkasse 92 Mitarbeiter und verzeichnet eine Bilanzsumme von 60 Mio. DM. Daher kauft die Sparkasse das Gebäude „Am Markt 4“; es handelt sich dabei um das ehemalige Clubhaus des „Club zur Harmonie“. Am 23. September 1963 nimmt die Sparkasse ihren Betrieb in den neuen Räumlichkeiten auf.
1987: Die Hauptstelle wird umgestaltet, die Schalter sind nicht mehr produktbezogen aufgestellt, sondern kundenorientiert. 2005 erfährt dieses Modell eine Verfeinerung zum S-FinanzMarkt.
2002: Der amtierende Vorsitzende des Vorstands, Friedrich-Wilhelm Kaup, übernimmt am 1. April das Ruder der Sparkasse Weserbergland von Sparkassendirektor Wilhelm Brüggemann 
2005: Im November wird die Hauptstelle der Sparkasse Weserbergland, der S-FinanzMarkt, nach Umbau eingeweiht.
2010: Die Sparkasse Weserbergland wird 100 Jahre alt.
2016: Fusion der Sparkasse Weserbergland mit der Stadtsparkasse Hameln zur Sparkasse Hameln-Weserbergland.

## Stiftungen
Die Sparkasse Weserbergland hatte drei Stiftungen gegründet: die Stiftung Hameln-Pyrmont der Sparkasse Weserbergland, die Stiftung der Stadtsparkasse Hessisch Oldendorf und die Stiftung Sparkasse Bodenwerder. 2011 wurden von diesen drei Stiftungen zusammen über 80 Projekte in der Region realisiert.